# Louis Jacques Bresnier
Louis Jacques Bresnier est un orientaliste né à Montargis le 11 avril 1814 et mort le 21 juin 1869 à Alger d’une attaque d’apoplexie, en entrant à la bibliothèque où il allait faire son cours.

## Biographie
Il fut le premier professeur d'arabe à Alger. En 1836, sur la demande du ministre de la Guerre, M. de Sacy désignait un des meilleurs élèves de l’École des langues orientales vivantes pour aller fonder à Alger l’enseignement de la langue arabe. 
Tandis que ses leçons, si méthodiques, si nettes, si faciles à retenir, formaient autour de lui les premiers interprètes, il consacra la plus grande partie de ses loisirs à composer une grammaire.
On doit à Bresnier plusieurs ouvrages devenus classiques :
- Le Cours pratique et théorique de langue arabe
- La Djaroumia, l’Anthologie, la Chrestomathie arabe et les Principes élémentaires de la langue arabe
- Chrestomathie arabe, Lettres, Actes et Pièces diverses, avec traduction française en regard, Alger, Librairie Adolphe Jourdan, 1871